# Mantingerveld
Het Mantingerveld is een natuurgebied ten noorden van Nieuw-Balinge in de Nederlandse gemeente Midden-Drenthe.
In 1992 startte Natuurmonumenten de z.g. Actie Goudplevier, die als doel had om van een aantal kleine versnipperde bos, heide- en veengebiedjes weer één groot natuurgebied te maken door tussenliggende landbouwgronden op te kopen en weer om te zetten in heide. Het Mantingerveld is het resultaat van deze met succes afgeronde actie.
Van de oorspronkelijke vier natuurgebieden was het Mantingerzand het grootste en bekendste. Het is een gebied met heide en met stuifzandheuvels begroeid met jeneverbessen. Ook het Achterste Veld, Hullenzand, Lentsche Veen en Martensplek zijn opgenomen in het Mantingerveld. In het gebied leven onder meer de heikikker, de levendbarende hagedis, de adder, de ringslang, de vos en de das.
Bijzondere planten zijn diverse korstmossen, kleine wolfsklauw, klokjesgentiaan, lavendelheide en veenpluis.
Het Mantingerveld is eigendom van en wordt beheerd door Natuurmonumenten.

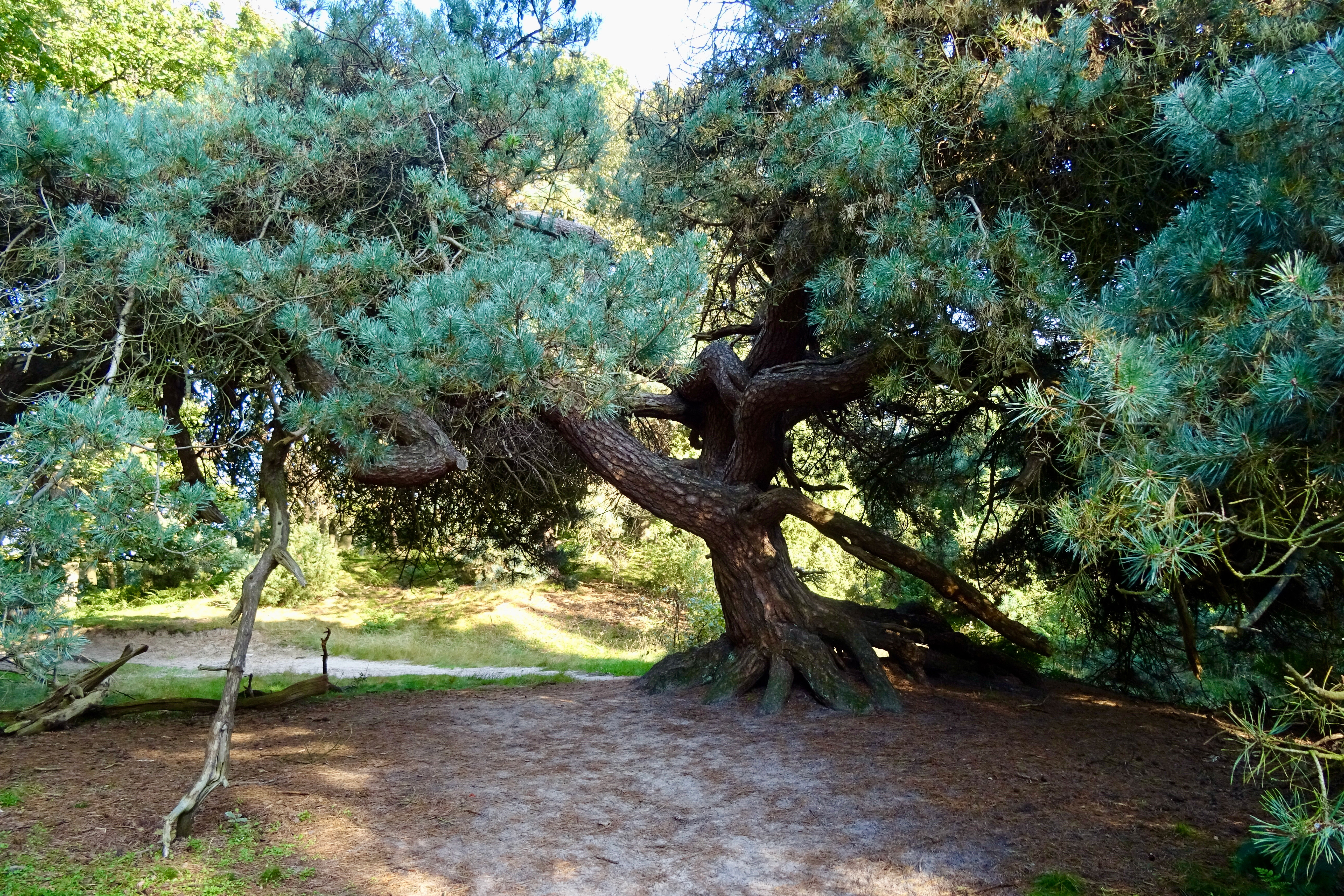
Den op het Mantingerzand'
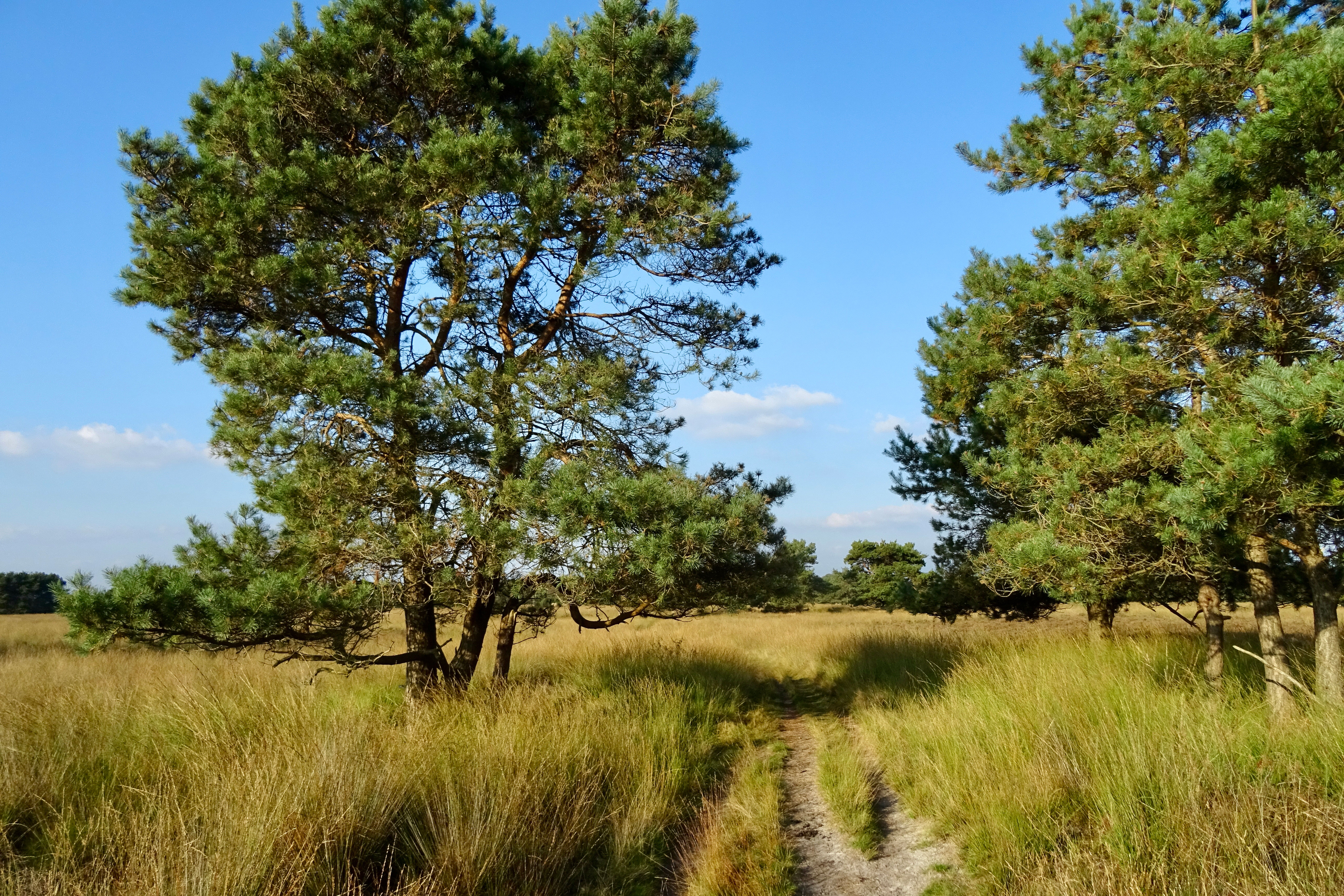
Open gedeelte Mantingerzand'
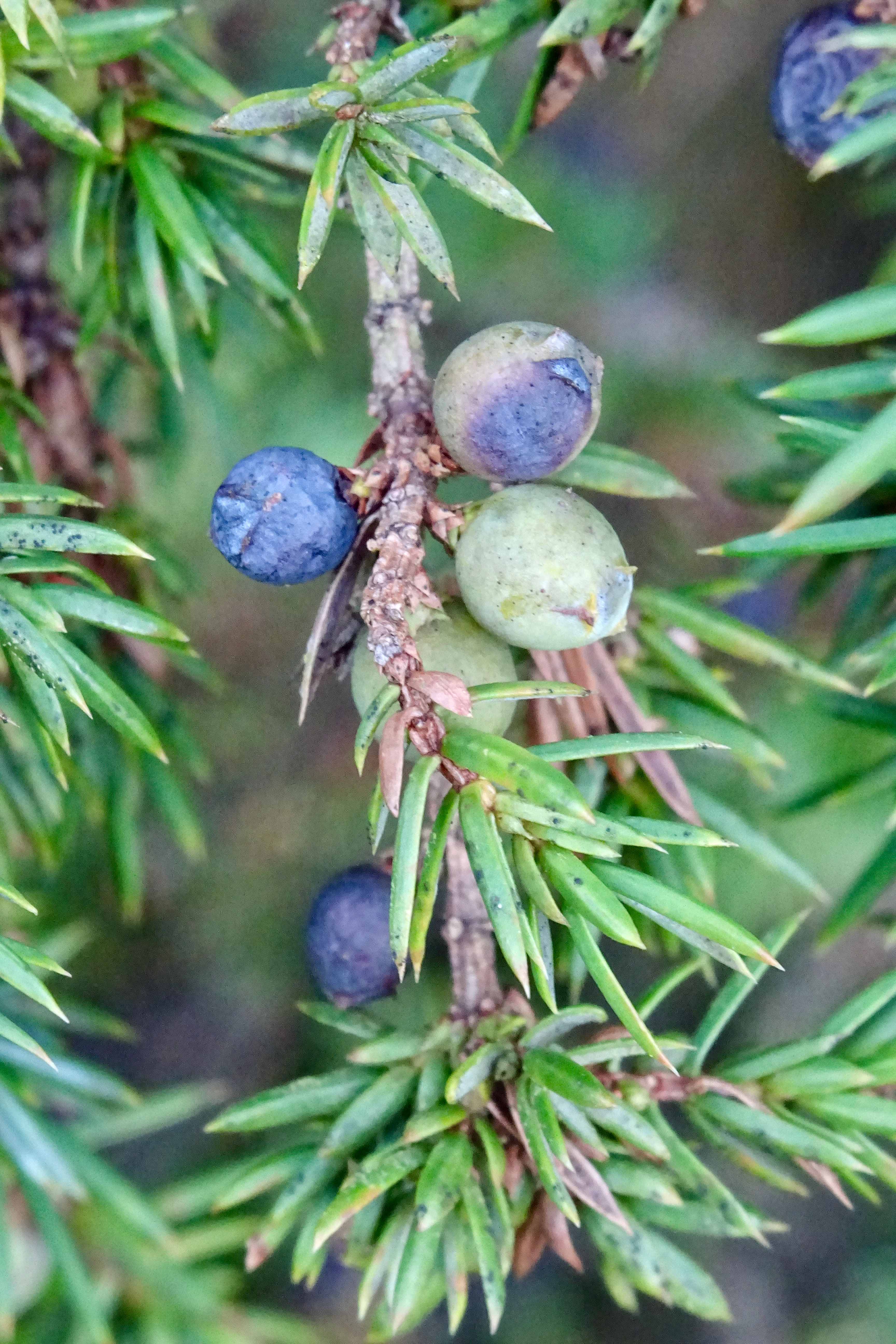
Jeneverbes Mantingerzand'